# Arthez-de-Béarn

Arthez-de-Béarn este o comună în departamentul Pyrénées-Atlantiques din sud-vestul Franței. În 2009 avea o populație de 1.759 de locuitori.

## Evoluția populației
| An        | 1975  | 1982  | 1990  | 1999  | 2006  | 2009  |
| --------- | ----- | ----- | ----- | ----- | ----- | ----- |
| Populație | 1.529 | 1.546 | 1.640 | 1.579 | 1.616 | 1.759 |